# Delhoven
Delhoven ist ein Stadtteil der Stadt Dormagen mit 4.249 Einwohnern (Stand: 2023). Er liegt im Land Nordrhein-Westfalen.

## Geografische Lage
Delhoven liegt im westlichen Stadtgebiet Dormagens und wird auf der östlichen Seite Richtung Dormagener Stadtzentrum vom Wildpark Tannenbusch, einem waldigen Naherholungsgebiet mit Tierpark, eingegrenzt. Rund um den Tierpark zieht sich der 2,5 km lange Trimmpfad zum Joggen oder Walken, der mit verschiedenen Übungen versehen ist. Eine weitere Grünanlage ist der Geo-Park des Tannenbusches mit Gesteinsexponaten und zwei stillen Gewässern. Bei dem Tannenbusch handelt es sich um eine ehemalige Rheindüne, die bis 1974 aus einigen verstreut liegenden Waldparzellen, einer Heide, Ödland und geringwertigen Ackerparzellen bestand. Die südliche Grenze bildet der Knechtstedener Wald, in dem ein Reitweg eingerichtet wurde.

Ortsschild von Blechhof

Im Süden Delhovens liegt die Ortschaft Blechhof, eine ursprünglich seit den 1960er Jahren aus 28 Gärtnereien bestehende Gärtnereiensiedlung. Heute sind jedoch nur noch wenige Betriebe aktiv. Daneben gibt es um Delhoven zahlreiche Bauernhöfe, welche teilweise Hofläden haben.
Der Ort Delhoven wurde am Rande des ehemaligen Rheinarmes (Pletschbach/Sasser Schepp) errichtet.

## Geschichte

### Von der Ersterwähnung bis zum Ende des 18. Jahrhunderts
1248 und 1280 wurde Delhoven erstmals als Dalhoven erwähnt. Dieses bedeutet so viel wie ‚Talhof‘ oder ‚Hof im Tal‘. Eine ähnliche Ortsbezeichnung hat der im Norden liegende heutige Stadtteil Delrath. Im 13. Jahrhundert bestand der Ort zumindest aus drei Höfen: dem Fronhof des Klosters Knechtsteden, dem Diepringhof und Pilkenbuschhof. Im Jahr 1616 kam die Bezeichnung Delve oder Delffen vor. Im Jahre 1657 wurde der Name Delhoven erstmals als Familienname verwandt, alternativ auch als „von Delven“ oder „von Delffen“. 1670 gehörte Delhoven zur Unterherrschaft Hackenbroich. 1706 gehörten zum Fronhofverband des Klosters Knechtsteden zahlreiche Güter in Dormagen, Horrem, Nievenheim und Delhoven. Pachtländereien besaß das Kloster Knechtsteden auch in Delhoven. Im Jahre 1794 wurde der Ort Delhoven von französischen Husaren besetzt. Einige Bewohner nutzten die Gunst der Stunde, um das drei Kilometer entfernte Kloster zu plündern. Im Jahre 1796 wurde Delhoven dem neuen Kanton Dormagen im Arrondissement Cologne des Département de la Roer zugeteilt.
Im Jahre 1797 grassierte eine Viehseuche, die fast alle Nutztiere auf der westlichen Rheinseite sterben ließ, mit Ausnahme der Tiere in Delhoven.

### Neue Zugehörigkeit, Naturkatastrophe, Haupterwerbszweig
1815 wurde Delhoven preußisch. Es entstand die Gemeinde Hackenbroich, der Delhoven nun angehörte. Diese wiederum gehörte der Bürgermeisterei Dormagen im Landkreis Neuß an. Im Jahre 1825 wurde die erste Schule in Delhoven gegründet. 1836 war der Ort noch sehr landwirtschaftlich orientiert, damals gab es 38 Pferde, 6 Füllen, 16 Ochsen, 199 Kühe, 65 Kälber, 69 Ziegen und 126 Schweine in Delhoven. Im Jahr 1827 wurde neben der neuen Schule ein Brandspritzenhaus errichtet. Im März 1876 fegte ein Sturm mit für die Bewohner des Ortes unbekannter Stärke über Delhoven hinweg. Dabei entwurzelte er im Tannenbusch tausende von Bäumen.

### Umbenennung und spätere Verwaltungsneuordnung ab dem 20. Jahrhundert
1927 wurde die Bürgermeisterei Dormagen, zu der auch Delhoven gehörte, in Amt Dormagen umbenannt. Im März 1945 rückte die amerikanische Armee in Delhoven ein. Beim Rückzug der deutschen Soldaten kam es zu keinen größeren Schäden. 1946 wurden die Felder rund um Delhoven von der Kartoffelkäferplage heimgesucht. Die Schulkinder suchten mit den Lehrern die Felder ab. Im Juli 1969 wurde das Amt Dormagen aufgelöst, und Delhoven wurde ein Stadtteil der Stadt Dormagen.

### Religion
31. Dezember 2006:
- Evangelisch: 860
- Reformiert: 1
- Lutherisch: 17
- Römisch-katholisch: 2.027
- Altkatholisch: 1
- Sonstige: 785

Katholische Kirche: Bereits im Februar 1851 verfasste die Delhovener Bevölkerung ein Gesuch zur Errichtung einer Kapelle und zur Einstellung eines Geistlichen. Im April 1857 wurde der erste Stein in das Fundament der neuen Kirche gelegt. Im Februar 1859 wurde die neue Kapelle eingeweiht. Ein Jahr später erhielt der erste katholische Geistliche ein eigenes Pfarrhaus. 1865 wurde Delhoven eine eigene katholische Kapellengemeinde und von der Pfarrei Hackenbroich getrennt. Delhoven hat trotz seiner geringen Größe mehr als 100 Messdiener.

### Bevölkerungsentwicklung
| Bevölkerungsentwicklung |               |  |      |               |  |      |               |
| Jahr                    | Einwohnerzahl |  | Jahr | Einwohnerzahl |  | Jahr | Einwohnerzahl |
| 1817                    | 502           |  | 1821 | 787           |  | 1830 | 557           |
| 1834                    | 558           |  | 1843 | 671           |  | 1846 | 673           |
| 1849                    | 693           |  | 1852 | 698           |  | 1855 | 689           |
| 1859                    | 709           |  | 1862 | 747           |  | 1865 | 803           |
| 1910                    | 732           |  | 1916 | 694           |  | 1922 | 781           |
| 1923                    | 794           |  | 1926 | 816           |  | 1928 | 853           |
| 1974                    | 2.872         |  | 1976 | 3.189         |  | 1979 | 3.546         |
| 1985                    | 3.818         |  | 2004 | 3.760         |  | 2005 | 3.717         |
| 2006                    | 3.709         |  | 2010 | 3.646         |  | 2017 | 4343          |

## Politik

### Ortsvorsteher
Josef Steins 1883 – ?; 1908 feierte er seine 25-jährige Tätigkeit als Gemeindevorsteher der Gemeinde Hackenbroich und Ortsvorsteher des Ortes Delhoven. Nach ihm wurde die Josef-Steins-Straße in Delhoven benannt.

### Dorfwappen
Die linke Hälfte des Wappens ziert der Hackenbroicher Löwe (Schwarzer Löwe auf goldenen Hintergrund). Auf dem grünen Hintergrund der rechten Hälfte befinden sich eine Mühle und eine Tanne. Diese beiden Symbole werden horizontal durch einen Wellenbalken geteilt, der den Pletschbach darstellt. Die Mühle ist ein Symbol der frühen Besiedelung der Gegend. Sie wird schon im 18. Jahrhundert auf der Landkarte des Kölner Landmessers Ehmanns erwähnt, ist aber wahrscheinlich älter. Heute existiert die Mühle nicht mehr. Die Straße Im Mühlenend deutet aber auf ihren ehemaligen Standort hin. Die Tanne ist eine Wappenfigur mit unterschiedlichem Symbolgehalt. Zum einen ist die immergrüne Tanne ein Sinnbild für Treue und Beständigkeit, zum anderen deutet sie auf eine waldreiche Umgebung hin.

## Kultur und Freizeit

### Sehenswürdigkeiten
- Das Kriegerdenkmal an der Hauptstraße soll den Toten und Vermissten der beiden Weltkriege Ehre erbieten. Es wurde kurz nach dem Zweiten Weltkrieg errichtet und ist mit folgender Inschrift versehen: „Den Toten zur Ehre, den Lebenden zur Mahnung“. An diesem Ort wird jedes Jahr der große Zapfenstreich am Schützenfest abgehalten, wo anschließend auch die Nationalhymne gesungen wird. Nach einem Fackelzug endet die Feier mit dem größten Höhenfeuerwerk des Kreises.

- Die ehemalige Schule an der Hauptstraße wurde 1825 gegründet und steht an der Hauptstraße in direkter Nähe zum Kriegerdenkmal, dem heutigen Pfarramt und dem Feuerwehrhaus. Die Schule wird heute nur noch von Vereinen wie dem Strickclub oder der Caritas genutzt. Sie diente vorher viele Jahre als Bücherei des Ortes. Das Gebäude trägt die Inschrift: sChVLhaVs fVer DIe LIebe IVgenD DahIer errIChtet – die großen Buchstaben ergeben die Jahreszahl der Erbauung: DDDCCLLVVVVIIIII = 1825.

### Vereine

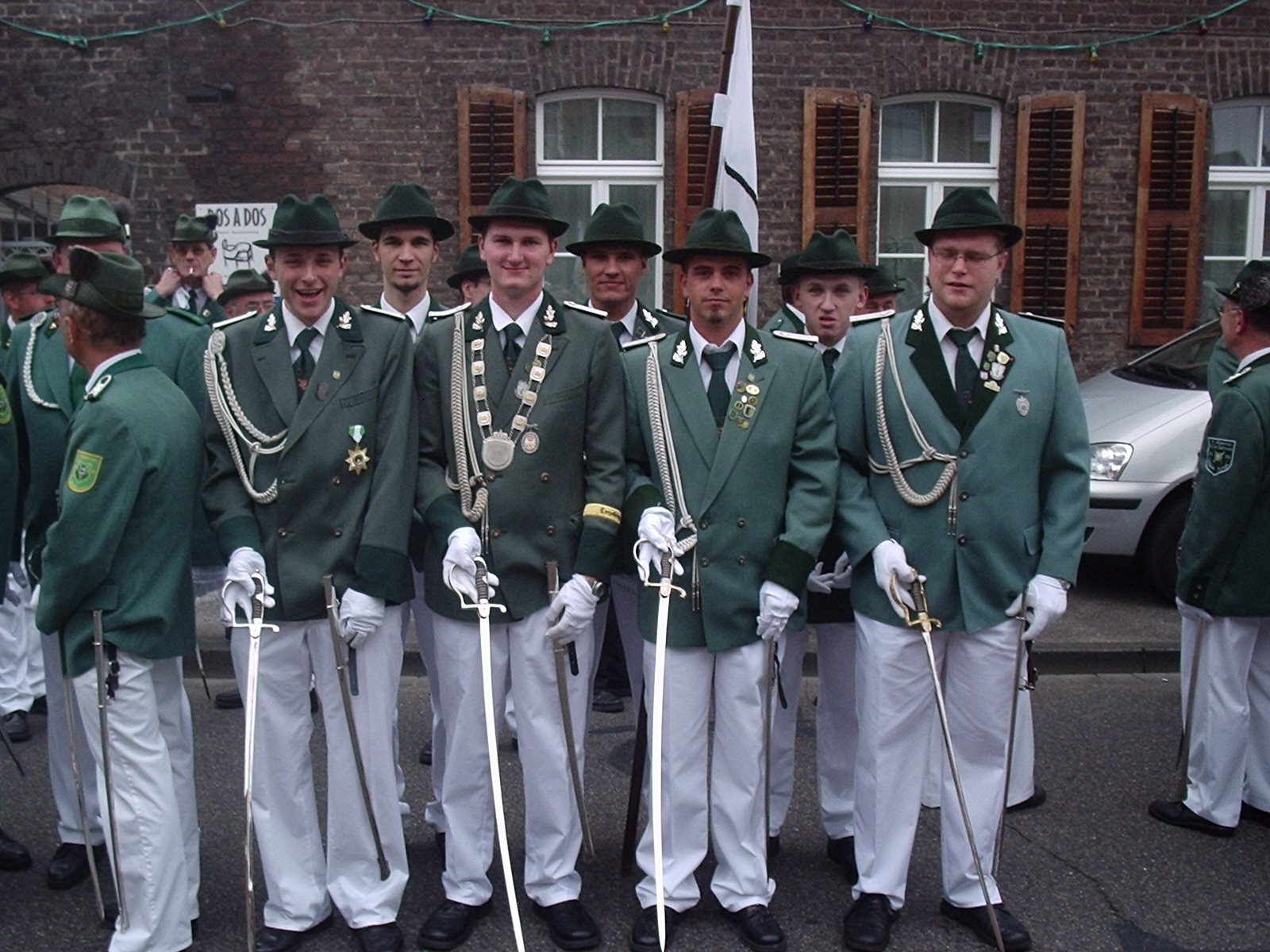
Der 3. Jägerzug des BSV

Der Ort bietet einige Vereine und Einrichtungen, von denen hier die größten genannt werden.
- Dem Bürgerschützenverein Delhoven gehören etwa 670 aktive Schützen an. Das von ihm veranstaltete Schützenfest ist das größte Fest und im Ort der Höhepunkt des Jahres. Zu diesem Anlass findet auch das größte Höhenfeuerwerk im Kreis statt.

- Die Karnevalsgesellschaft Thalia Blau-Weiss Delhoven von 1877 e. V. ist der älteste und mit ca. 200 Mitgliedern der größte Karnevalsverein im Stadtgebiet.

- Das Tambourcorps Blüh auf 1952 Delhoven gehört mit seinen knapp 70 aktiven Mitgliedern zu den größten Tambourcorps im Kreis Neuss.

- Der Fußballverein FC Delhoven spielt in der Bezirksliga Gruppe 1; zugehörig zum FC Delhoven sind die Lions Cheerleader (CVD/AFCV-NRW).  Das Motto des FC Delhoven „Wir gewinnen nicht immer, aber immer öfter“.

- Der Verein für Deutsche Schäferhunde SV e. V. Ortsgruppe Delhoven hat sein Übungsgelände direkt am Sportplatz des FC Delhoven.

- Die Freiwillige Feuerwehr Delhoven hat eine große Jugendfeuerwehrabteilung.

### Wildpark, Naturlehrpfad, Geopark
Im Wildpark im Tannenbusch wird in großen Gehegen Rot-, Dam- und Muffelwild gehalten, auch Wildschweine und Tarpane sind zu finden. Die erneuerte Fasanerie beherbergt hauptsächlich die üblich zu findenden Arten wie Goldfasane, dazu Hühner, aber auch Auerhühner. Weiterhin gibt es einige Volieren mit Rabenvögeln und Eulen. Neben anderen Haustierformen werden auch weiße ungehörnte und graue gehörnte Heidschnucken gehalten. Außerdem sind verschiedene Wasservögel und Störche auf großen Teichen zu sehen. Es werden auch naturpädagogische Führungen angeboten. Neben dem Wildpark liegt ein Schonung mit exotischen Baumarten, ein Naturlehrpfad sowie ein kleiner Geopark.

### Freizeitanlagen
In direkter Nähe des Ortes befinden sich auch der Hackenbroicher und der Nievenheimer See. Der Hackenbroicher See wird von vielen Anglern besucht und weist einen guten Hechtbestand auf. Der Straberg-Nievenheimer See dient der Naherholung und hat einen von der Deutschen Lebens-Rettungs-Gesellschaft (DLRG) überwachten Badebereich.

## Wirtschaft und Infrastruktur
Neben der Landwirtschaft, die nach und nach an Bedeutung verliert, ist der größte Wirtschaftsfaktor in ganz Dormagen die Bayer AG. Diese ist mit etwa 8000 Mitarbeitern auch der größte Arbeitgeber des Stadtgebietes. Delhoven hat nur ein einziges Einzelhandelsgeschäft. Für größere Einkäufe geht ein Großteil der Einwohner in die Innenstadt Dormagens. Seit dem Jahr 2004 entstanden in der Umgebung eine große Anzahl Lebensmittel-Discounter.

### Verkehr
Delhoven selber ist durch den Dormagener Stadtbus, der 1997 Nachfolger der seit 1911 bestehenden Industriebahn Nievenheim-Zons GmbH wurde, und das BVR-Netz gut mit der Dormagener Innenstadt und den Strecken nach Gohr über Straberg und Rommerskirchen über Butzheim verbunden. Der Bahnverkehr in die Städte geht von Dormagens und Nievenheims Bahnhöfen ab. Über die A 57, die in geringer Entfernung an Delhoven vorbeiführt, kann man in die Großstädte Düsseldorf, Köln und Neuss gelangen. Des Weiteren führte bis 2014 die Kaiser-Route durch Delhoven, ein Radfernweg von Aachen nach Paderborn.

### Medien
- Neuß-Grevenbroicher-Zeitung – regionale Tageszeitung, Neusser Zeitungsverlag GmbH, zur Rheinischen Post gehörig
- Schaufenster – lokales Anzeigenblatt (Dienstag & Samstag), Neusser Druckerei und Verlag GmbH
- Rheinischer Anzeiger – lokales Anzeigenblatt (Mittwoch), Neusser Druckerei und Verlag GmbH

### Bildung
- Der Waldkindergarten Dormagen e. V. liegt direkt im Tannenbusch.
- Grundschule

## Persönlichkeiten
- Josef Steins, Gemeindevorsteher und Ortsvorsteher von Delhoven. Nach ihm ist eine Straße in Delhoven benannt. Zu seinem 25-jährigen Amtsjubiläum erhielt er eine Standuhr.
- Johann Gassen (CDU) 1946–1952 (Gemeindebürgermeister)
- Gerhard Wolter (Zentrum) 1952–1956 (Gemeindebürgermeister)
- Heinrich Leusch (CDU) 1956–1961 (Gemeindebürgermeister)
- Franz Faßbender (CDU) 1961–1969 (Gemeindebürgermeister) – Nach ihm ist eine Straße in Delhoven benannt.
- Heinz Hilgers (SPD), ehemaliger Bürgermeister von Dormagen und Präsident des Deutschen Kinderschutzbundes.
- Andy Lumpp (* 1957), Jazzpianist.

## Sonstiges
Die Bezeichnung Sandhasen wird scherzhaft für die Bewohner von Delhoven verwendet. Der Boden um Delhoven gilt als besonders sandig.